# Santha
Santha fou un estat tributari protegit, una thikana feudatària de Jaipur, regida per una branca de la nissaga reial dels rathors, clan Champawat.
Thakur Shambu Singh va rebre el jagir de Gondher el 1863; va morir el 22 de febrer de 1885 i el va succeir el seu fill Mukend Singh que va bescanviar Gondher per Santha el 1902 i va morir el 28 d'octubre de 1918. El va succeir Bhoraj Singh que va morir el 23 de febrer de 1928 sense fills; la successió va passar per adopció al seu nebot Kalyan Singh, fill de Chiman Singh (germà de Mukend Singh) que va governar fins a la seva mort el 1938. Va pujar llavors el seu fill Umaid Singh. Amb l'abolició dels zamindaris, el seu domini va passar a l'estat indi el 1954.